# جون ألين (منافس ألعاب قوى)
جون ألين (بالإنجليزية: John Allen)‏ هو منافس ألعاب قوى أمريكي، ولد في 15 يناير 1926، وتوفي في 16 سبتمبر 2006.

## وصلات خارجية
- جون ألين على موقع أوليمبيديا (الإنجليزية)